# Outback
Outback je največje in hkrati najbolj prazno območje Avstralije. Pojem nima prevoda, ima podoben pomen kot ameriški Divji zahod.
Outback je nasprotje poseljenih območij, tam ni mest ali drugih znakov civilizacije. Življenjske razmere so težke, pitne vode in hrane praktično ni.
Med prebivalstvom je nadpovprečno veliko aboriginov, mestnim prebivalcem pa predstavlja pa velja za pokrajino pustolovščin in romantike.
Outback zajema približno 80% avstralskega površja, na njem pa živi le okoli 3,3 % prebivalstva. Kmetijsko je v outbacku možna le ekstenzivna pašna živinoreja ob arteških vodnjakih.